# Let Me Be There
Let Me Be There – piosenka z 1973 roku autorstwa Johna Rostilla, którą nagrała Olivia Newton-John.
W 1973 roku utwór „Let Me Be There”, w wersji Olivii Newton-John, wydany został na singlu. Był to jej pierwszy przebój, który znalazł się w pierwszej dziesiątce głównej listy przebojów w Stanach Zjednoczonych, zajmując 6. miejsce na Hot 100, zestawieniu opracowywanemu przez czasopismo branżowe „Billboard”. W 1973 roku za wykonanie tej piosenki Newton-John została uhonorowana nagrodą Grammy (kategoria Best Country Vocal Performance, Female).

## Wersje innych wykonawców
Elvis Presley wykonywał tę piosenkę podczas swoich koncertów (1974–1976); wersja na żywo znalazła się na jego albumach Recorded Live on Stage in Memphis (1974) i Moody Blue (1977) – na obu wydawnictwach pojawiła się ta sama wersja.